# Operation Overload 7
Operation Overload 7(오퍼레이션 오버로드 세븐)은 move의 통산 3번째 정규 음반으로 총 15곡이 수록되었다.

## 개요
- 히트곡인 Gamble Rumble의 발매 한달 후에 즉시 출시되어 높은 매상을 기록했다.
- 타이틀 명인 「Operation Overload」는 제2차 세계 대전 최대의 상륙작전이던 「노르망디 상륙 작전」에서 따온 것이며 약어인 「OO7」은「007」시리즈와 유사성을 주기 위한 것이다.

## 수록곡
1. sweet vibration
2. Gamble Rumble
3. PLANET☆ROCK
4. Extasy -in my dream-
5. MUGEN
6. stay with me..
7. gimme3
8. destiny
9. LAZY CAT vs SILLY DOG
10. A Rule Between You & Me
11. Operation Overload 7
12. strike on
13. weeds
14. SPRING BREEZE
15. destiny （original version） （초회 한정판 수록）